# Западно-Тургайский никелевый район
Западно-Тургайский никелевый район — скопление месторождений никеля в западной части Тургайской ложбины. Располагается на территории Костанайской области Казахстана. В состав входят Шевченковское, Кундыбайское, Подольское, Житикаринское, Аккаргинское, Милютинское и другие месторождения.
Западно-Тургайский никелевый район генетически связан с Тобольским и Джетыгаринско-Аккаргинским комплексами гипербазитов, сложенных интрузивами силурийско-девонского возраста. Месторождения относятся к формации железо-марганцево-кобальт-никелевых руд и представлены тремя видами рудных минералов: асболан-гидрогематитами, керолит-нонтронит-охрами, никель-кобальт-меланитами. Содержание в породах: железа 13—33 %, никеля 0,1—0,66 %, кобальта 0,06—0,35 %.
Месторождения никеля открыты в 1959 году, поисково-разведочные работы проводились до 1984 года. Общие запасы кобальт-никелевых руд оцениваются в 100 млн т. В связи с неглубоким залеганием руд возможна добыча их открытым способом.